# Immediate Records
Immediate Records fue un sello discográfico independiente fundado en 1965 en la ciudad de Londres por el aquel entonces mánager de The Rolling Stones, Andrew Loog Oldham, junto al promotor de espectáculos Tony Calder. Durante los cortos cinco años que duró, produjeron decenas de sencillos y álbumes de variados artistas de los géneros R&B, rock, blues y blues rock.
En 1970 desapareció por serios problemas financieros y sus derechos y catálogos de artistas fueron vendidos al grupo NEMS de Brian Epstein en 1976, y veinte años después fueron adquiridos por Castle Communications. Actualmente dichos catálogos pertenecen al sello inglés Charly Records.

## Historia
Fue fundada por Andrew Loog Oldham y Tony Colder en la ciudad de Londres en 1965 y se basaron en el modelo implementado por Phil Spector al crear su propio sello Philles Records años antes. Según ellos querían un nuevo sello orientado a los jóvenes y con el fin de competir con las grandes discográficas conservadoras, que no daban oportunidades a nuevos talentos.
Sus primeros artistas fueron The McCoys y Small Faces, y luego les siguieron bandas como Humble Pie, Savoy Brown, Fleetwood Mac y The Nice, entre otros. Además algunos cantautores como Rod Stewart, John Mayall y Paul Korda, por mencionar algunos lanzaron varios sencillos a través de este sello pero solo para el mercado inglés. Para entrar al mercado musical de los Estados Unidos, firmaron originalmente con MGM Records para la distribución de sus álbumes en dicho país, luego con United Artists Records y finalmente con CBS Records.
Luego de cinco años de trayectoria, sufrieron serios problemas financieros por la salida de muchos de sus artistas al preferir contratos millonarios con las grandes discográficas, y es en 1970 cuando Oldham y Calder cerraron la compañía tras declararse en quiebra. En 1976 sus derechos fueron vendidos al grupo NEMS de Brian Epstein y en 1996 fueron adquiridos por el sello Castle Communications. Actualmente pertenecen al sello inglés Charly Records, quienes y junto al multinacional Universal Music han recuperado y remasterizado varios discos y sencillos, los cuales están en proceso de ser lanzados en los formatos actuales.

## Artistas
A continuación una lista de bandas y artistas que fueron parte del sello:
| - The McCoys - Small Faces - Humble Pie - Savoy Brown - Fleetwood Mac | - The Nice - Rod Stewart - John Mayall - Paul Korda - P.P Arnold | - Billy Nicholls - The Groundhogs - The Poets - Chris Farlowe - Duncan Browne |